# Mavinakoppa, Dharwad
Mavinakoppa là một làng thuộc tehsil Dharwad, huyện Dharwad, bang Karnataka, Ấn Độ.